# Тайвань на зимних Олимпийских играх 1998
Китайская Республика принимала участие в Зимних Олимпийских играх 1998 года в Нагано (Япония) под названием «Китайский Тайбэй» в седьмой раз за свою историю, но не завоевала ни одной медали.

## Состав сборной
Бобслей
1. Ду Маушэн
2. Сунь Гуанмин
3. Чжан Маусань
4. Чжэн Цзиньшань

 Санный спорт
1. Се Сянчжунь
2. Ли Ифан

 Фигурное катание
1. Давид Лю

## Результаты соревнований

### Бобслей
Мужчины
| Соревнование | Спортсмены                                         | 1 заезд   | 1 заезд | 2 заезд   | 2 заезд | 3 заезд   | 3 заезд | 4 заезд   | 4 заезд | Итоговый результат | Итоговое место |
| Соревнование | Спортсмены                                         | Результат | Место   | Результат | Место   | Результат | Место   | Результат | Место   | Итоговый результат | Итоговое место |
| ------------ | -------------------------------------------------- | --------- | ------- | --------- | ------- | --------- | ------- | --------- | ------- | ------------------ | -------------- |
| двойки       | Сунь Гуанмин Чжэн Цзиньшань                        | 56,84     | 34      | 56,86     | 33      | 56,71     | 33      | 56,93     | 35      | 3:47,34            | 34             |
| четвёрки     | Сунь Гуанмин Ду Маушэн Чжан Маусань Чжэн Цзиньшань | 55,30     | 27      | Отменён   | Отменён | 55,13     | 26      | 55,52     | 26      | 2:45,95            | 26             |

### Санный спорт
Мужчины
| Соревнование | Спортсмены  | 1 заезд   | 1 заезд | 2 заезд   | 2 заезд | 3 заезд   | 3 заезд | 4 заезд   | 4 заезд | Итоговый результат | Итоговое место |
| Соревнование | Спортсмены  | Результат | Место   | Результат | Место   | Результат | Место   | Результат | Место   | Итоговый результат | Итоговое место |
| ------------ | ----------- | --------- | ------- | --------- | ------- | --------- | ------- | --------- | ------- | ------------------ | -------------- |
| одиночки     | Се Сянчжунь | 54,192    | 31      | 53,093    | 31      | 53,325    | 29      | 54,159    | 30      | 3:34,769           | 30             |

Женщины
| Соревнование | Спортсмены | 1 заезд   | 1 заезд | 2 заезд   | 2 заезд | 3 заезд   | 3 заезд | 4 заезд   | 4 заезд | Итоговый результат | Итоговое место |
| Соревнование | Спортсмены | Результат | Место   | Результат | Место   | Результат | Место   | Результат | Место   | Итоговый результат | Итоговое место |
| ------------ | ---------- | --------- | ------- | --------- | ------- | --------- | ------- | --------- | ------- | ------------------ | -------------- |
| одиночки     | Ли Ифан    | 55,052    | 29      | 55,217    | 29      | 56,648    | 29      | 53,117    | 27      | 3:40,034           | 29             |

### Фигурное катание
| Соревнование              | Спортсмены | Короткая программа | Короткая программа | Произвольная программа | Произвольная программа | Всего     | Всего |
| Соревнование              | Спортсмены | Результат          | Место              | Результат              | Место                  | Результат | Место |
| ------------------------- | ---------- | ------------------ | ------------------ | ---------------------- | ---------------------- | --------- | ----- |
| мужское одиночное катание | Дэвид Лю   | 13,5               | 27                 | Завершил выступление   | Завершил выступление   | 13,5      | 27    |